# Estación de Ligerz
La estación de Ligerz es una estación ferroviaria de la comuna suiza de Ligerz, en el cantón de Berna.

## Historia y situación
La estación de Ligerz fue inaugurada en el año 1860 con la puesta en servicio del tramo Le Landeron - Biel/Bienne de la línea Olten - Lausana, también conocida como la línea del pie del Jura.
Se encuentra ubicada en el sur del núcleo urbano de Ligerz. Cuenta un único andén lateral al que accede una vía pasante. Al lado de la estación parte el Vinifuni, un funicular que comunica a Ligerz con Prêles.
En términos ferroviarios, la estación se sitúa en la línea Olten - Lausana, que prosigue hacia Ginebra y la frontera francosuiza, conocida como la línea del pie del Jura. Sus dependencias ferroviarias colaterales son la estación de Twann hacia Olten y la estación de La Neuveville en dirección Lausana.

## Servicios ferroviarios
Los servicios ferroviarios de esta estación están prestados por SBB-CFF-FFS:

### Regional
- R Neuchâtel - Biel/Bienne.Cuenta con trenes cada hora en ambos sentidos.